# NGC 1561
NGC 1561 је елиптична галаксија у сазвежђу Еридан која се налази на NGC листи објеката дубоког неба.
Деклинација објекта је - 15° 50' 43" а ректасцензија 4h 23m 1,0s. Привидна величина (магнитуда) објекта NGC 1561 износи 13,9 а фотографска магнитуда 14,9. NGC 1561 је још познат и под ознакама MCG -3-12-6, NPM1G -15.0227, PGC 15005.